# 3893 DeLaeter
A 3893 DeLaeter (ideiglenes jelöléssel 1980 FG12) a Naprendszer kisbolygóövében található aszteroida. Candy, M. P. fedezte fel 1980. március 20-án.